# Maria Habsburg (arcyksiężniczka Austrii)
Maria Habsburżanka (ur. 15 maja 1531 w Pradze, zm. 11 grudnia 1581 na zamku Hambach) – arcyksiężniczka Austrii, księżna Jülich-Kleve-Bergu.
Arcyksiężniczka Maria była córką Ferdynanda I, cesarza Świętego Cesarstwa Rzymskiego Narodu Niemieckiego i królowej Anny Jagiellonki.
18 lipca 1546 roku wyszła za mąż za Wilhelma Bogatego, księcia Jülich-Kleve-Berg. Maria była jego drugą żoną, pierwszą (małżeństwo zostało anulowane w 1545 roku, cztery lata po ślubie) była Joanna d’Albret.
Umarła na zamku Hambach w 1581, mając 50 lat. Została pochowana w kościele Wniebowzięcia Najświętszej Marii Panny w Kleve, w krypcie książąt Jülich-Kleve-Berg.

## Dzieci
- Maria Eleonora (25 czerwca 1550–1608), żona Albrechta Fryderyka Hohenzollerna, księcia Prus.
- Anna (1 marca 1552–1632), żona Filipa Ludwika Wittelsbacha, księcia Palatynatu-Neuburg.
- Magdalena (1553–1633), żona Jana I Wittelsbacha, księcia Palatynatu-Zweibrücken
- Karol Fryderyk (1555–1575)
- Elżbieta (1556–1561)
- Sybilla (1557–1627), żona Karola II Austriackiego, margrabiego Burgau, morganatycznego syna Ferdynanda II, arcyksięcia Austrii i patrycjuszki z Augsburga Filipiny Welser.
- Jan Wilhelm (28 maja 1562 – 25 marca 1609), biskup Münsteru, hrabia Alteny, książę Jülich-Kleve-Berg. Nie miał prawowitych dzieci.
  - Po raz pierwszy ożenił się w 1585 roku z Jakobiną Badeńską (zm. 1597), córką Filiberta, margrabiego Badenii.
  - Jego drugą żoną była Antonina Lotaryńska (zm. 1610), córka Karola III, księcia Lotaryngii.
  - Prawdopodobnie miał syna, Hermana Graeff (ur. 26 listopada 1585), z morganatycznego związku z Anną Van Aldekerk (ur. 1565, zm. 1616), z którą ożenił się w 1585 roku.